# راية بحرية

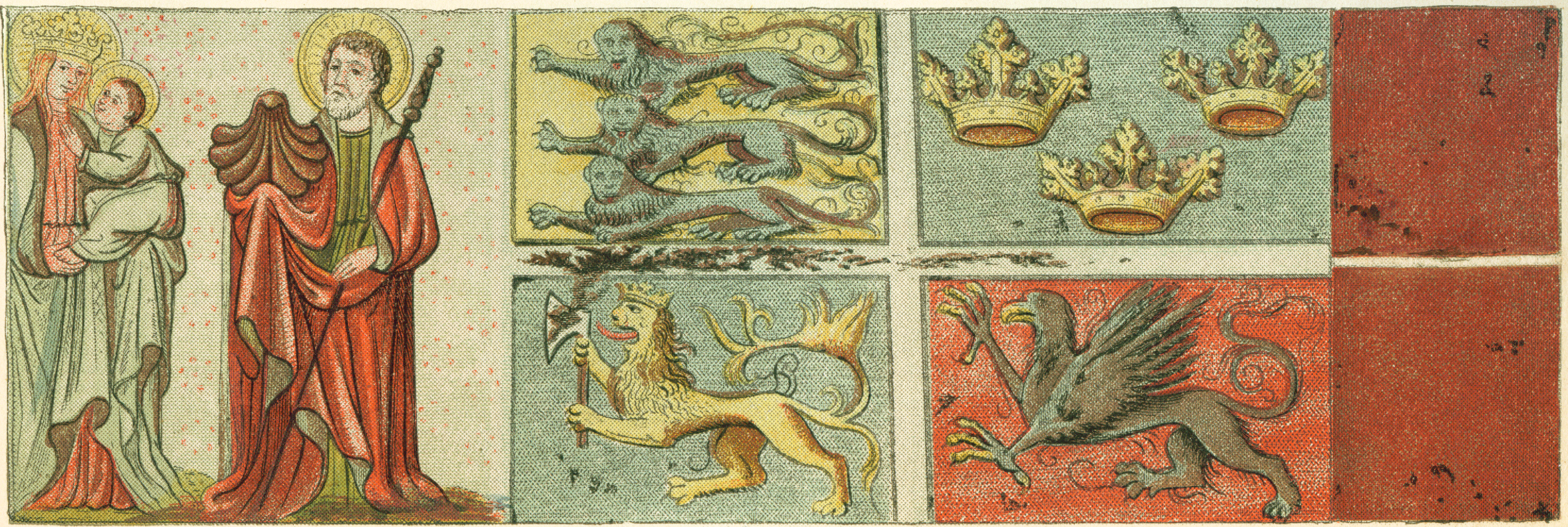
أظهر علم سفينة من القرون الوسطى استولت عليه قوات لوبيك في عام 1427 من سفينة دنماركية أسلحة الدنمارك والسويد والنرويج وبوميرانيا. دمر العلم الأصلي في الحرب العالمية الثانية خلال غارة قصف للحلفاء على لوبيك، ولكن لا تزال هناك نسخة من القرن التاسع عشر في قصر فريدريكسبورغ، الدنمارك. القديس المصاحب لمريم العذراء والمسيح الرضيع هو القديس يعقوب بن زبدي، إذ عُرف برمزه وهو صدفة المحار.

الراية البحرية أو العلم البحري (بالإنجليزية: Maritime flag)‏ هو علم يُنصبُ على السفن والقوارب والمراكب المائية الأخرى لغايات محددة ترتبط بالهوية. ولهذه الأعلام أو الرايات البحريَّة أهمِّيَّة بالغة في عالم البحار، وإنَّ لاستعمالها قوانين وأحكام خاصة بها يجب تنفيذها بحزم ودقَّة. وإنَّ للعلم المرفوع ارتباط بالبلد الذي سُجِّلت فيه السفينة [الإنجليزية] (أي حُدِّدت هويتها لتمييزها أينما حلَّت)، حتَّى أصبحت كلمة «علم» من الرموز التي تدلُّ على «بلد التسجيل» أي أصبحت كناية تُشير إليه.
يُروى أنَّ أوَّل مَن بدأ نشر الرَّايات على السفن في العالم الإسلامي، وتحديدًا في العصر الأموي، هو الصحابي عقبة بن عامر الجهني، وذلك حين غزا جزيرة «رودس» سنة 47 هـ.

## أنواع الرايات

اللواء الأحمر، وهو لواء البحرية التجارية في المملكة المتحدة.

### الألوية
اللواء هو علم يُرفع على متن سفينة ما للإشارة إلى البلد الذي تنتمي إليه السفينة. واللواء، بمعنى أوسع، هو أي علم أو راية أخرى.

## روابط خارجية
- Courtesy Flags of the World - List of Courtesy Flags of the World
- Flag Advisor - Flag etiquette and recommendations
- TheCrusingLife.com's Flag etiquette
- Seagate Yacht Club's exchanged burgee collection
- Crystal Lake Yacht Club's Burgree collection
- Nautical Flags Alphabet